# Скрябін Михайло Архипович
Михайло Архипович Скрябін (нар. 28 грудня 1946, с. 2-й Жемкон, Хангаласький улус — пом. 6 травня 2011, Якутськ, Республіка Саха (Якутія), Росія) — радянський і російський актор театру і кіно якутського походження, член Спілки кінематографістів Якутії.

## Біографія
Народився 28 грудня 1946 року.
У 1974 році закінчив третю акторську якутську студію Вищого театрального училища імені М С. Щепкіна при Малому театрі Росії (курс М. Гладкова). Служив у Нюрбинському пересувному Драматичному театрі Республіки Саха. З 1992 року — актор Якутського академічного театру імені П. О. Ойунського.
Актор помер 6 травня 2011 року після тривалої хвороби через півроку після прем'єри «Кочегара». Цей фільм приніс артистові велику популярність в Росії.

## Фільмографія
- 1986 — кіноальманах «Винятки без правил» — епізод
- 2002 — Річка — Джанга
- 2004 — Американець (не завершений) — тофалар Микола Павлович Унгуштаєв (можлива роль)
- 2007 — Вантаж 200 — Сунька
- 2010 — Кочегар — Якут

Михайло Скрябін також співпрацював з якутським режисером Едуардом Новіковим. Фільм Новікова «Бог» зі Скрябіним у головній ролі був показаний на фестивалі «Свята Анна» в Іспанії.

## Театральні роботи
Служив 18 років у Нюрбинському пересувному Драматичному театрі, де зіграв більше 40 ролей.
З 1992 року — актор Якутського академічного драматичного театру імені П. О. Ойунского (Саха академічного театру ім. П. О. Ойунского).
- Бирдаахап — «Злий дух» Миколи Неустроєва (постановка Герасима Васильєва).
- Баһымньы Дьаакып — «Гра життя» Анемподиста Софронова-Алампа.
- Туораах — «Весняна пора» Амма Аччигийа (в постановках Василя Фоміна).

## Критика
У себе в якутському театрі прославився роллю короля Ліра.
За роль у фільмі «Кочегар» був номінований на премію «Білий слон».
Артиста, виконуючого головну роль, звуть Михайло Скрябін. Прізвище здалася Балабанову важливим настільки, що героя теж звуть Скрябін, Іван. Чому, питається, Балабанов так зациклився на цьому прізвищі? … Саха, який відає незаконним спаленням тіл, на рідкість привабливий. Чудова робота Михайла Скрябіна. Він по-справжньому не від світу цього.
— кінокритик Микита Єлисеєв, журнал «Експерт», 2010 рік
Скрябін органічний як кішка — але на його тлі тільки яскравіше недоліки. … Єдиним гідним партнером Скрябіна став Петро Семак.
— Ерік М. Кауфман, Кочегар // «Петербургский телезритель»